# 모털 엔진 (소설)
모털 엔진(영어: Mortal Engines)은 필립 리브의 2001년 소설로, 《모털 엔진 시리즈》의 제1편이다.